# Plounévez-Moëdec
Plounévez-Moëdec é uma comuna francesa na região administrativa da Bretanha, no departamento Côtes-d'Armor. Estende-se por uma área de 40,05 km². Em 2010 a comuna tinha 1 490 habitantes (densidade: 37,2 hab./km²).